# Eupelmus elizabethae
Eupelmus elizabethae är en stekelart som beskrevs av Girault 1929. Eupelmus elizabethae ingår i släktet Eupelmus och familjen hoppglanssteklar. Inga underarter finns listade i Catalogue of Life.